# Alessandro Maria Vianoli
Alessandro Maria Vianoli war ein venezianischer Historiker und Jurist.
1659 veröffentlichte er bei Pinelli L’oratore forense lodato ed espresso. Sein Hauptwerk ist jedoch die zweiteilige, 1680 und 1684 bei Giovanni Giacomo Hertz gleichfalls in Venedig erschienene Historia Veneta, die bis ins Jahr 1683 reicht. Dabei reicht der erste Band bis 1485. Sie erschien 1686 in deutscher Übersetzung unter dem Titel Der Venetianischen Hertzogen Leben / Regierung, und Absterben / Von dem Erstem Paulutio Anafesto an / biss auf den itzt-regierenden Marcum Antonium Justiniani in Nürnberg bei Johann Hoffmann. In diesem Werk werden, beginnend mit der legendären Frühgeschichte Venedigs in einem eigenen Libro, sämtliche Dogen abgehandelt. Dies geschieht in jeweils eigenen Abschnitten, denen ein Stich vorangeht, der den entsprechenden Dogen darstellt. Die Gesamtzahl der Kupferstiche beträgt demzufolge 107, nur bei Marino Falier, der 1355 hingerichtet wurde, findet sich eine leere Tafel.
Vianoli heiratete 1662 die gleichfalls adlige Foscarina Contarini, Schwester des Giovanni Contarini (1632–1675).

## Hauptwerk nebst Übersetzung
- Historia Veneta, 1. Teil, Venedig 1680; 2. Teil, Giovanni Giacomo Hertz, Venedig 1684 (Digitalisat Teil 1, Teil 2).
- Der Venetianischen Hertzogen Leben / Regierung, und Absterben / Von dem Erstem Paulutio Anafesto an / biss auf den itzt-regierenden Marcum Antonium Justiniani, Nürnberg 1686 (Digitalisat).